# Kulturaktivizam
Kulturaktivizam je vrsta društvenog aktivizma koji se sprovodi kroz kulturne prakse. Povezuje dva pojma: aktivizam i kulturu. Aktivizam se definiše kao planirano ponašanje pojedinca ili grupa, usmereno ka postizanju društvenih ili političkih ciljeva kroz sistem akcija podizanja svesti, stvaranja koalicija, vođenja kampanja, proizvodnje propagandnog materijala, stvaranja publiciteta i svih drugih inicijativa koje doprinose društvenim promenama. Jedan od važnijih uslova za sprovođenje aktivizma je samoorganizovanje pojedinaca i grupa u formalne ili manje formalne grupe. Aktivizam u kulturi (kulturaktivizam) je zasnovan na široj, antropološkoj definiciji pojma kultura, koja pored umetnosti obuhvata i druge forme društvenih izraza i ponašanja – jezik i žargon, životne stilove ljudi i zajednica, načine ophođenja, vrednosne sisteme, ideje, verovanja, rituale, običaje. Stoga projekti u kulturi pored umetnika uključuju i druge aktere (teoretičare, istraživače, političke aktiviste, profesionalce koji deluju u drugim oblastima poput urbanizma ili zdravlja, lokalne zajednice, posebne grupe građana) i mogu biti izvedeni u brojnim neumetničkim formama i medijima (protesti, predavanja, tribine i razgovori, mape, veb platforme, arhivi, programi saradnje, ulične akcije, emisije, itd.).

## Istorija
U modernim zapadnim društvima, aktivizam je podstaknut različitim oblicima društvene nejednakosti (rasne, rodne, ekonomske, seksualne) i imao je za cilj ostvarivanje ljudskih i građanskih prava i sloboda. Aktivistički pokreti 18, 19. i 20. veka u Evropi i SAD-u imali su veze sa ostvarivanjem veće ekonomske nezavisnosti ljudi, širenjem obrazovnog sistema i osvajanjem slobode govora. U kolonizovanim zemljama, aktivizam je podstaknut represivnim procesima kolonijalizacije i izražen je različitim narodnooslobodilačkim pokretima. Ostvarivanje prava na sopstveni jezik i kulturu jedan je od bitnijih političkih ciljeva antikolonijalističke borbe. Postkolonijalne studije su deo studija kulture koje se bave izučavanjem uticaja hegemonih kultura na kolonizovane kulture, te kulturnim aspektom borbi potčinjenih država. Bilo da je reč o Severnoj ili Južnoj Africi, SAD-u, Latinskoj Americi, Irskoj itd., muzika, književnost, mediji masovnih komunikacija poput štampe i časopisa uvek su imali važnu ulogu u davanju podstreka tim akcijama. Sećanja na uspehe i poraze u ovim borbama važan su činilac kulturnog identiteta pobunjenih zajednica. Francuska revolucija postala je noseći nacionalni mit (mit-pokretač) Francuske.
Ipak, određeni društveni pokreti – iako zasnovani na jasnim političkim konceptima i ciljevima, koristili su kulturne prakse kao primarno oružje delovanja; takvi pokreti najpre se podvode pod kulturakivizam. Smatra se da je najmarkantniji period kulturaktivizma u zapadnim društvima obeležen razvojem kontrakultura. Nastale sredinom XX veka, kontrakulture su utemeljene na političkim idejama ostvarivanja demokratije i građanskih prava, jednakosti i sloboda ugroženih rasnih, rodnih i seksualnih grupa, i svoj aktivizam izražavale su jezikom kulturnih i umetničkih praksi. Njihova najbitnija načela su solidarnost, antiautoritarizam, pacifizam. Hipi pokret kao deo zapadne kontrakulture, koji je zastupao vrednosti mira, slobode, ljubavi, harmonije s prirodom, imao je izuzetan prodor i u smislu masovnosti, i u smislu geografske rasprostranjenosti (počev od SAD, gde se razvio kao reakcija protiv rata u Vijetnamu, preko Evrope, Kanade, Australije i Novog Zelanda do Japana, Meksika i Brazila), kao primarno sredstvo komunikacije koristio je muziku, poeziju, performans, film. Najpoznatiji događaj hipi kulture svakako je muzički festival Vudstok, održan u Njujorku 1969. godine, koji je okupio oko pola miliona posetilaca.
Krajem XX i početkom XXI veka jačali su ekološki pokret, pokret za pravo rodnih i seksualnih manjina, pokreti za prava životinja (veganstvo, pokret protiv prirodnog krzna). Danas svi ti pokreti imaju globalnu dimenziju i koriste internet kao transnacionalno sredstvo komunikacije.
Na mnoge kulturaktivističke projekte uticali su levo orijentisani mislioci XIX i XX veka – Karl Marks, Sigmund Frojd, Antonio Gramši, Herbert Markuze, Erik From, Teodor Adorno, Hana Arent, Luj Altiser, Žil Delez, Mišel Fuko, Noam Čomski, Jirgen Habermas, Pjer Burdije, Feliks Gatari, Gi Debor, Stjuart Hol, Edvard Said, Dona Haravej, Grizelda Polok i drugi.

## Primena danas
Ciljevi kulturaktivističkih akcija „variraju od pružanja otpora neoliberalnoj dominaciji, militarizmu, privatizaciji javnog prostora, sekstičkih, rasističkih, anti-ekoloških politika, do kritike velikih planova MMF-a, Svetske trgovinske organizacije, medijskih manipulacija, konzumerističkog društva.“
Uoči ratova na Bliskom Istoku, mnogi, pa tako i kultur-aktivisti u Evropi reaguju na veliki priliv izbeglica i protive se politikama ksenofobije i neprihvatanja. Značajan primer kulturaktivizma pruža inicijativa No one is illegal, koja se borila protiv deportacije izbeglica.
„Teško je reći da li su sve te inicijative donele drastične i nepovratne promene u svetu.“

## Tipovi i vrste
U zavisnosti od ciljeva i problema kojima se bavi, može se govoriti o političkom, ekološkom, ekonomskom, medijskom kulturaktivizmu. Akcije kulturaktivizma mogu da budu masovne ili da okupljaju male grupe učesnika; ad-hok – kratkotrajne i sistemski organizovane, dugoročne; da imaju lokalnu ili globalnu dimenziju. Odvijaju se u onlajn i oflajn prostoru, mada po pravilu sve imaju onlajn dimenziju, makar u formi zapisa.
Jedno moguće tumačenje aktivističkih medijskih praksi koje se odvijaju na internetu nudi Lea Livro , razvrstavajući ih u pet kategorija: kulturno komešanje (culture jamming), alternativno računarstvo (alternative computing) i haktivizam, participativno novinarstvo (participatory journalism), posredovana mobilizacija (mediated mobilization) i zajedničko znanje (commons knowledge). Za poslednji oblik medijskog aktivizma posebno je bitna pojava copyleft pokreta i Warez grupe (torenti). Pojedinci i organizacije koje se bave ovom vrstom aktizma su Guerrilla Girls, The Yes Men, Billboard Liberation Front, Crimethinc, Merry Pranksters, Operation Mindfuck, Billboard Utilising Graffitists Against Unhealthy Promotions, 0100101110101101.org, M.I.A., Poster Boy i drugi.
Zbog svesti o problemima i manjkavostima onlajn aktivizma (učaurenost i neefikasnost), mnoge grupe pribegavaju organizovanju i intervencijama u fizičkom prostoru. Oblici takvog aktivizma su razni: protesti, javna okupljanja i akcije (Pussy Riot, FEMEN), art komune, occupy-akcije, skvotovi (Kristijanija, Metelkova), kolaborative i kooperative (Dublin food Co-op), rad s lokalnom zajednicom (Graffity Grandma), akcije solidarnosti i prikupljanja pomoći (No one is illigal), ulična umetnost (Blue), itd.

## Otvorena pitanja i kritike
Najoštrije kritike odnose se na takozvani limunada-aktivizam (ili Anđelina Džoli-aktivizam), kao i na kooptaciju ili komodifikaciju aktivističkih kulturnih praksi i kontrakulture.
Noam Čomski povodom knjige "Manufacturing consent"| navodi da su kulturni radnici (profesori, pisci i drugi intelektualci) najveća pretnja društvenoj borbi jer pristaju na vođenje represivnih politika. Posebno je kritikovao aktivizam koji se kreće u granicama dozvoljenog. Ričard Vulf govori o problemu društvene borbe koja se oslanja na vrednosti društvene moći, čiji je cilj ostvarivanje viših pozicija i privilegija u okviru klasno podeljenog kapitalističkog društva umesto društvene brobe koja se oslanja na vrednosti solidarnosti, čiji je cilj ostvarivanje jednakih prava i ukidanje klasnih razlika. U knjizi Prodaja pobunjenika, autori studije Džozef Hit i Endrju Poter navode: “Brendirane ziherice su se uveliko prodavale u skupim londonskim radnjama kada su se Seks Pistolsi raspali.” Njihovu tezu o komodifikaciji kontrakulture potvrđuju članci koji se bave najnovijim marketinškim geslom Aktivizam prodaje! (Activism sells!). O problemu kooptacije i komodifikacije bunta pisao je Markuze još sredinom XX veka, definišući termin represivna tolerancija koji označava sposobnost kapitalističkog sistema da usvoji i tržišno iskoristi sve oblike otpora.